# Olibrinus olivaceus
Olibrinus olivaceus är en kräftdjursart som beskrevs av Gustav Budde-Lund1913. Olibrinus olivaceus ingår i släktet Olibrinus och familjen Olibrinidae. Inga underarter finns listade i Catalogue of Life.